# Robert Jay Mathews
Robert Jay Mathews (n. 16 ianuarie 1953, Marfa – d. decembrie 8, 1984, insula Whidbey) a fost un terorist neonazist de origine americană și lider al grupului The Order, o organizație supremacistă militantă. Mathews a ars de viu în timpul conflictului armat cu aproximativ 75 de agenți guvernamentali care i-au încercuit casa din Insula Whidbey, lângă Freeland, Washington. Viața lui Mathews a inspirat regizarea filmului Betrayed în 1988 și a filmului Brotherhood of Murder în 1999.

## Biografie

### Primii ani
Robert Mathews s-a născut în Marfa, Texas pe 16 ianuarie 1953, cel mai tânăr dintre cei trei fii ai lui Jonny și Una Mathews. Tatăl său, originar din Scoția, era primarul orașului, președintele Camerei de Comerț, liderul bisericii metodiste locale și om de afaceri. Mama sa era supraveghetoare a cercetașilor din oraș. Familia s-a mutat ulterior în Phoenix, Arizona. Deși a fost un elev mediocru în școala generală, istoria și politica îi trezeau interesul. La vârsta de 11 ani s-a înscris în Societatea John Birch, un grup conservator care milita împotriva comunismului și susținea limitarea guvernului, fiind descrisă drept organizație de extremă dreaptă. Mathews a fost botezat în credința mormonă în perioada liceului. A întemeiat „Sons of Liberty”, o miliție anticomunistă formată în mare parte din mormoni survivaliști. La apogeul său, aceasta avea aproape 30 de membri. După completarea formularului de angajare W-4 în care a menționat zece persoane întreținute - acțiune prin care refuza plata taxelor - a fost arestată pentru fraudă, judecat și ținut sub supraveghere timp de șase luni. În urma unui conflict dezvoltat între membrii mormoni și cei de altă credință, Sons of Liberty a devenit muribundă, iar Mathews s-a retras. Odată încheiată perioada de supraveghere în 1974, a decis să se mute în Metaline Falls, Washington. Mathews și tatăl său au cumpărat șase acri de pădure pentru noua lor casă. Mathews și Debbie McMarrity s-au căsătorit în 1976. A fost crescător de bovine din rasa scoțiană Galloway. Cuplul a adoptat un fiu în 1981. Ulterior, Mathews a avut o fiică împreună cu o femeie pe nume Zillah Craig.

### The Order
Mathews era un avid cititor de istorie și politică. Lucrarea „Which Way Western Man?” redactată de William Gayley Simpson l-a afectat profund. Mathews considera că rasa albă era în pericol, iar în 1982 a început să atragă familii albe în regiunea nord-vestică a Pacificului, cunoscută printre grupurile neo-naziste drept „bastionul americii albe”. Acesta a vizitat de nenumărate ori organizația Aryan Nations (în română: Națiunile Ariane) unde și-a creat un grup de prieteni și adepți.
În 1983, Mathews a susținut un discurs la convenția organizației politice National Alliance (în română Alianța Națională) cu privire la eforturile depuse de acesta în procesele de recrutare de noi membri pentru organizație, în special printre „răzeși și camionagii”, și a încurajat participanții la adunare să acționeze. Mathews a fost impresionat de lucrarea Caietele lui Turner, redactată în 1978 de fondatorul National Alliance William Pierce.
În târziul lunii septembrie a acelui an, la cazarma pe care o construise pe proprietatea sa din Metaline, Mathews a fondat alături de alte opt persoane o organizație intitulată The Order - cunoscută și sub denumirea de Brüder Schweigen sau Silent Brotherhood. Printre cei implicați în activitățile acestui grup sunt prietenul și vecinul lui Mathews, Ken Loff, și alți membri din Aryan Nations: Dan Bauer, Randy Duey, Denver Parmenter și Bruce Pierce. David Lane și membrii National Aliance Richard Kemp și Bill Soderquist au completat lista.
Prima activitate a organizației, conform planului lui Mathews, era să obțină bani pentru a sprijini cauzele separatismului alb. Activitățile acestora erau asemănătoare cu cele din nuvela Caietele lui Turner. Au jefuit un sex shop în Spokane de unde au obținut 369.10 dolari. Conștientizând că astfel de acțiune erau prea riscante, au început să jefuiască mașini blindate și să falsifice bancnote. Au imprimat câteva bancnote de 50$, însă Pierce a fost repede arestat în urma utilizării acestora.
Pentru a-i plăti cauțiunea lui Pierce, Mathews a jefuit singur o bancă la nord de Seattle. A furat în jur de 26.000$. O parte din membrii The Order, alături de noul recrut Gary Yarborough, au efectuat alte jafuri și spargeri, obținând peste 43.000$. Următorul jaf le-a adus câteva sute de mii de dolari. Un alt nou membru,Tom Martinez, a fost capturat și acuzat de folosirea unor bancnote contrafăcute. În iulie 1984, aproximativ 12 membri ai The Order au reușit să jefuiască mașina blindată a companiei Brink și să obțină 3.600.000$.
Aceștia au împărțit o parte din bani cu White Patriot Party (în română Partidul Patrioților Albi) din Carolina de Nord și alte organizații supremațiste.

### Ultimele zile
Înainte de a fi ucis, Mathews a redactat o lungă scrisoare în care declara război guvernului Statelor Unite ale Americii și justifica acțiunile organizației sale. Acesta descria în aceasta modul în care agenții guvernamentali ai FBI i-au amenințat familia, inclusiv amenințările adresate fiului său în momentele în care Mathews nu era prezent și numeroasele încercări de asasinare de către alți agenți federali. Afirma motivele care justificau decizia sa de „a înceta să fie vânatul și să devină vânătorul”, concluzionând cu declarația că „Nu mă voi ascunde, ci mai degrabă voi presa FBI-ul și îi voi lăsa să simtă. Luând această decizie, conștientizez că zilele mele pe această planetă se apropie de sfârșit. Cu toate acestea, nu îmi este frică. Realitatea vieții mele este moartea, iar cel mai rău lucru pe care mi-l poate face inamicul este să-mi scurteze datoria față de această lume. O voi părăsi știind că am realizat ultimul sacrificiu pentru a le asigura viitorul copiilor mei”.
Mathews și alți membri ai The Order au fost ulterior trădați de Martinez, aflat sub presiune în urma arestării pentru falsificare. Odată dezvăluită natura activităților lui Mathews agenților Biroului Federal de Investigații, aceștia au stabilit să-l captureze pe acesta și pe asociații săi, fapt care a condus la cea mai mare căutare organizată din istoria FBI-ului. Până la pornirea operațiunii, toți complicii și prietenii lui Mathews au decis să se stabilească în alte locuri sigure. Agenții guvernamentali l-au încercuit pe acesta într-o casă lângă Freeland, Washington pe Insula Whidbey pe data de 7 decembrie, 1984. Mathews a refuzat să renunțe, iar negocierilor au continuat până a doua zi când Mathews a încetat să mai discute. Următoarea acțiune a FBI-ului a fost să lanseze o duzină de grenade fumigene și o grenadă cu efect luminos în casă în încercarea de a-l obliga pe acesta să o părăsească, însă planul le-a fost zădărnicit deoarece Mathews avea mască de gaze. După ce a împușcat câțiva agenți care voiam să pătrundă în incintă, un lung conflict armat avea să înceapă între Mathews și echipele FBI. Un agent FBI a lansat trei grenade cu efect luminos M-79 înăuntrul casei pornind explozia unor grenade și a rezervelor de muniție. Mathews a continuat să tragă asupra genților cu o pușcă de vânătoare în timp de casa era în flăcări, însă dintr-o dată s-a oprit. După ce ruinele construcției s-au răcit suficient de mult cât să poată fi derulate căutările, agenții au descoperit trupul carbonizat al lui Mathews cu pistolul încă în mână. La autopsie s-a descoperit că Mathews a murit ca urmare a intoxicării cu fum și a arsurilor. Medalionul „Silent Brotherhood” - pe care acesta îl purta mereu - a fost descoperit topit în cavitatea toracică. A tras peste 100 de gloanțe spre forțele de ordine, însă nu a rănit niciun agent.
Rămășițele lui Mathews au fost ulterior incinerate și cenușa împrăștiată de familia sa pe proprietatea din Metaline, Washington. În cele din urmă, peste 75 de persoane au fost condamnate pentru crime legate de activitățile organizației The Order în opt procese. Acestea au fost deschise în baza acuzațiilor de crimă organizată, conspirație, falsificare de bancnote, jafuri și încălcarea drepturilor civile. Mai târziu, zece persoane - printre care erau Butler, Lane și Pierce - au fost judecați pentru sedițiune, însă au fost achitați de către juriu.